# Hallo Niedersachsen

Logo 2006

Hallo Niedersachsen ist das Regionalmagazin des Norddeutschen Rundfunks für das Land Niedersachsen.

## Inhalt
Die Fernsehsendung informiert über das politische und kulturelle Leben sowie besondere Ereignisse in Niedersachsen. Auch der Sport in Niedersachsen sowie Heimatgeschichten aus Niedersachsen sind Themen der Sendung. Oftmals findet am Sonntag ein Gespräch mit einem Studiogast zu einem aktuellen Thema statt.
Hallo Niedersachsen wird täglich – außer an bestimmten Feiertagen (Ostern, Heiligabend, Weihnachten und Silvester) – um 19:30 Uhr im NDR Fernsehen live ausgestrahlt. Wiederholungen laufen im Regelfall am Folgetag um 2:45 Uhr sowie um 11:00 Uhr im NDR Fernsehen und auf Radio Bremen TV. Die Sendung ist terrestrisch, über Kabel und digital über Satelliten zu empfangen. Bis ca. Ende 2021 entfiel einmal monatlich die Wiederholung von Hallo Niedersachsen sonntags um 11:00 Uhr und wurde zuerst durch die Sendung Plattdüütsch – Frühschoppen mit Ludger Abeln ersetzt und dann durch Hallo Niedersachsen op Platt. Der Nachfolger heißt De Noorden op Platt mit Vanessa Kossen, der einen eigenen Sendeplatz hat.
Die Moderation der Sendung wechselt im wöchentlichen Turnus.

## Geschichte
Das Regionalmagazin wurde am 1. Oktober 1985 eingeführt und lief zunächst im Regionalprogramm im Ersten Deutschen Fernsehen. Im Januar 1993 wechselte die Sendung vom Ersten Programm zum dritten Fernsehprogramm N3. Von Januar 2007 bis September 2010 hieß die Hauptausgabe Niedersachsen 19.30. Die 15-minütige Ausgabe um 18:00 Uhr heißt seit 2007 unverändert Niedersachsen 18.00. Die Moderatoren von Niedersachsen 18.00 sind Johannes Avenarius, Tina Hermes, Kathrin Kampmann und Lena Mosel. Seit dem 9. Mai 2015 wird Hallo Niedersachsen in HD ausgestrahlt. Am 5. Mai 2017 wurde die 10.000. Folge ausgestrahlt.
Seit November 2020 gibt es andere (blaue) Bauchbinden und zu Beginn eine andere Studioansicht und Logo-Animation.
Seit dem 21. Juni 2021 wird das Wetter aus dem ARD-Wetterkompetenzzentrum (speziell für Niedersachsen) nach dem eigentlichen Ende (Outro) gesendet. Zwischen dem Ende und Wetter läuft ein Sponsoringvideo. Zuvor gab es zuerst das Wetter.
Aufgrund eines Warnstreiks im NDR gab es im Oktober 2024 mehrere Besonderheiten. So entfiel am 9. Oktober 2024 sowie am 25. Oktober 2024 Hallo Niedersachsen und zudem wurden die Sendungen vom 10. Oktober bis 15. Oktober 2024 und am 26. Oktober 2024 nicht live gesendet, sondern nachmittags aufgezeichnet.

## Moderatoren

### Aktuelle Moderatoren

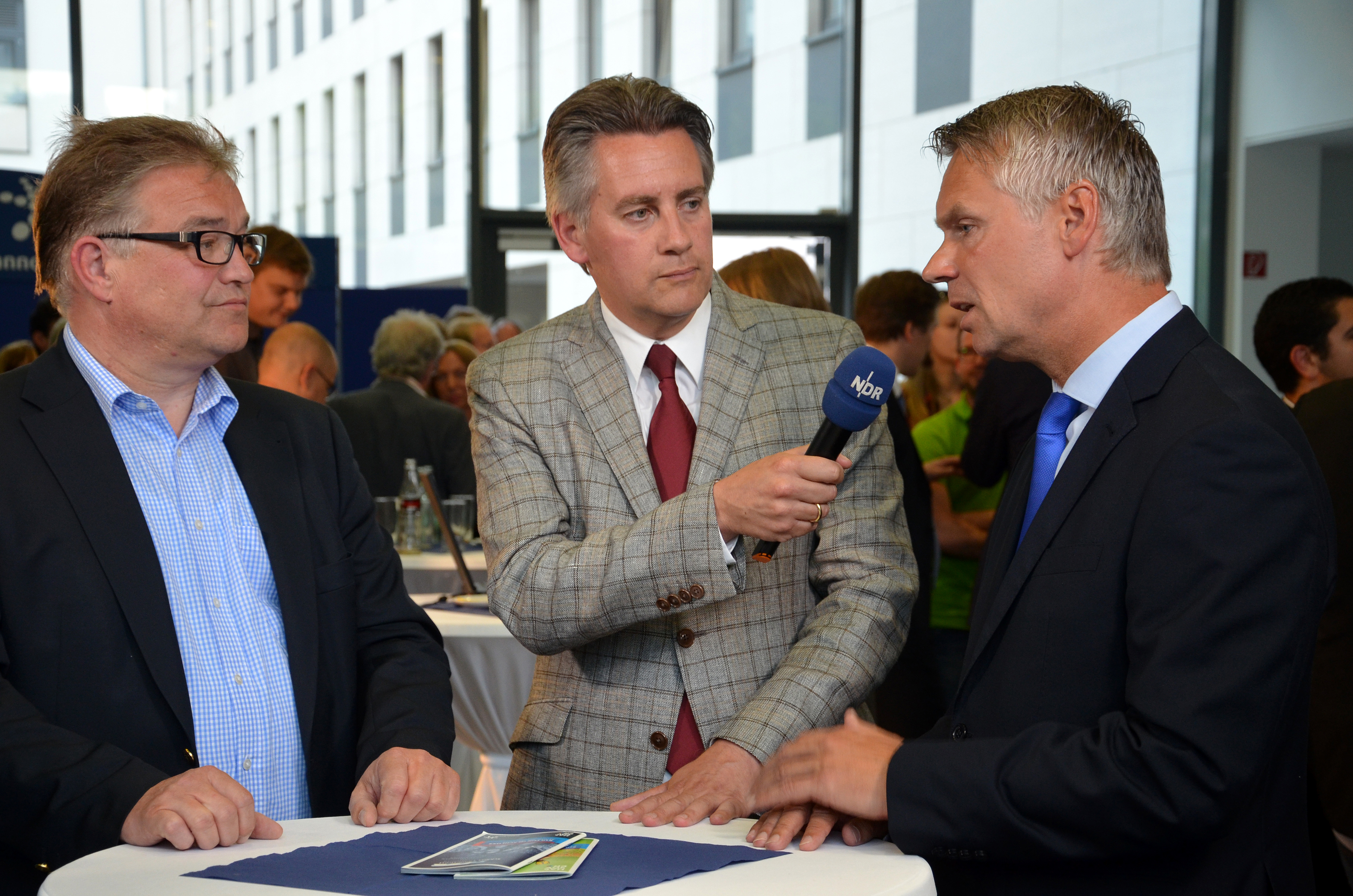
Moderator Christoph Hamann (Mitte) für Hallo Niedersachsen am Wahlabend des 15. Juni 2014 mit dem bestätigten Regionspräsidenten Hauke Jagau (links) und dem knapp unterlegenen Herausforderer Axel Brockmann

| Moderator          | Einstieg |                  |
| Christina von Saß  | 2020     | Hauptmoderatorin |
| Arne-Torben Voigts | 2014     | Hauptmoderator   |
| Jan Starkebaum     | 2015     | Hauptmoderator   |
| Tina Hermes        | 2023     | Hauptvertretung  |
| Susanne Stichler   | 2024     | Vertretung       |
| Kathrin Kampmann   | 2024     | Vertretung       |

### Ehemalige Sprecher und Moderatoren
| Name               | Einstieg | Ausstieg |
| Peter von Sassen   | 1985     | 2016     |
| Sabine Steuernagel | 1993     | 2009     |
| Caren Disselkamp   | 1993     | 2001     |
| Bärbel Fening      | 1996     | 2004     |
| Marion Cotta       | 1997     | 2001     |
| Hanna Legatis      | 1997     | 1997     |
| Oliver Glasenapp   | 1998     | 2001     |
| Ludger Abeln       | 1999     | 2014     |
| Christina Harland  | 2001     | 2007     |
| Anja Würzberg      | 2002     | 2005     |
| Hinnerk Baumgarten | 2004     | 2004     |
| Ingo Zamperoni     | 2006     | 2007     |
| Ute Lawrentz       | 2007     | 2011     |
| Tim Schlüter       | 2007     | 2008     |
| Antje Wöhnke       | 2007     | 2022     |
| Annika de Buhr     | 2009     | 2010     |
| Sarah Tacke        | 2010     | 2014     |